# Survivor Series 2002
Survivor Series 2002 è stata la sedicesima edizione dell'evento in pay-per-view Survivor Series prodotto dalla World Wrestling Entertainment. Si è svolta il 17 novembre 2002 al Madison Square Garden di New York. La theme song era Always dei Saliva, che hanno suonato in diretta insieme a King of My World durante l'entrata di Chris Jericho.
Il main event del brand di Raw fu il primo Elimination Chamber match per il World Heavyweight Championship il quale incluse il campione Triple H, Shawn Michaels, Chris Jericho, Booker T, Rob Van Dam e Kane. Michaels vinse il match dopo aver eliminato per ultimo Triple H.
Questa edizione di Survivor Series fu la seconda a non includere il classico Survivor series elimination match.

## Storyline
Nella puntata di Raw del 28 ottobre il general manager Eric Bischoff annunciò che, a Survivor Series, Triple H avrebbe difeso il World Heavyweight Championship nel primo Elimination Chamber match della storia, nominando poi Booker T, il World Tag Team Champion Chris Jericho, Kane, Rob Van Dam e Shawn Michaels, quest'ultimo assente da SummerSlam dopo essere stato brutalmente attaccato dallo stesso Triple H, come altri partecipanti all'incontro. Nella puntata di Raw del 4 novembre Michaels accettò ufficialmente di partecipare all'Elimination Chamber match di Survivor Series, colpendo poi Triple H con una Sweet Chin Music.
Nella puntata di SmackDown del 24 ottobre Big Show (passato al roster di SmackDown) sfidò il WWE Champion Brock Lesnar ad un match per il titolo; poco dopo, in serata, Big Show interruppe un confronto tra Lesnar e The Undertaker, attaccando brutalmente quest'ultimo per poi gettarlo sotto l'impalcatura dello stage e infortunandolo (kayfabe). Nella puntata di SmackDown del 31 ottobre, dopo che avevano avuto un ulteriore confronto, Lesnar accettò di mettere in palio il WWE Championship contro Big Show a Survivor Series nonostante la disapprovazione del suo manager Paul Heyman.
Nella puntata di SmackDown del 24 ottobre Edge e Rey Mysterio sconfissero i Los Guerreros (Eddie Guerrero e Chavo Guerrero), diventando così i contendenti n°1 dei WWE Tag Team Champions Kurt Angle e Chris Benoit. Nella puntata di SmackDown del 7 novembre Edge e Mysterio sconfissero tuttavia Angle e Benoit in un 2-out-of-3 Falls match per 2-1, conquistando così il WWE Tag Team Championship per la prima volta. Nella puntata di SmackDown del 14 novembre la General Manager Stephanie McMahon annunciò quindi che, a Survivor Series, Edge e Mysterio avrebbero difeso i titoli di coppia contro i Los Guerreros e Angle e Benoit in un Triple Threat Tag Team Elimination match.
Il 20 ottobre, a No Mercy, Trish Stratus difese con successo il Women's Championship contro Victoria. Nella puntata di Raw del 4 novembre, dopo un ulteriore confronto tra le due, Victoria sfidò la Stratus ad un Hardcore match per Survivor Series con in palio il titolo e quest'ultima accettò.
Nella puntata di SmackDown del 7 novembre Billy Kidman e Torrie Wilson sconfissero il Cruiserweight Champion Jamie Noble e Nidia in un Mixed Tag Team match; con Kidman che schienò Noble per vincere l'incontro. Un match tra Noble e Kidman con in palio il Cruiserweight Championship fu poi sancito per Survivor Series.
Nella puntata di Raw del 28 ottobre i 3-Minute Warning (Jamal e Rosey) e il loro manager, Rico, attaccarono brutalmente i Dudley Boyz (Bubba Ray Dudley e Spike Dudley) poiché, poco prima, Spike aveva pesantemente insultato il General Manager Eric Bischoff; poco dopo, Bubba Ray e Jeff Hardy affrontarono Chris Jericho e Christian per il World Tag Team Championship ma vennero sconfitti a causa dell'intervento degli stessi 3-Minute Warning. Nella puntata di Raw dell'11 novembre i 3-Minute Warning e Rico attaccarono nuovamente i Dudley Boyz e Hardy, schiantando Spike e Jeff attraverso dei tavoli; subito dopo, il General Manager Eric Bischoff annunciò che, a Survivor Series, i 3-Minute Warning e Rico avrebbero affrontato i Dudley Boyz e Hardy in un Elimination Tables match.

## Evento
Prima della messa in onda dell'evento, Lance Storm e William Regal sconfissero Goldust e The Hurricane in un Tag Team match a Sunday Night Heat.

### Match preliminari
Il primo match della serata fu l'Elimination Tables match tra i Dudley Boyz (Bubba Ray Dudley e Spike Dudley) e Jeff Hardy contro i 3-Minute Warning (Jamal e Rosey) e Rico. Durante le fasi iniziali del match, Jamal e Rosey eliminarono Spike dopo l'esecuzione di un Double Flapjack attraverso un tavolo. Jeff Hardy eseguì, poi, una Swanton Bomb ai danni di Rosey, il quale era posizionato su un tavolo, per eliminarlo. Successivamente, Hardy venne eliminato da Jamal dopo che quest'ultimo lo colpì con un diving splash, dalla terza corda del ring, attraverso un tavolo. Rimasero, dunque, Jamal e Rico contro il solo Bubba Ray. Approfittando di un'esitazione da parte di Jamal, Bubba Ray eseguì su quest'ultimo una Top-Rope Powerbomb per schiantarlo attraverso un tavolo e, di conseguenza, eliminarlo. In seguito, D-Von Dudley apparì in aiuto di Bubba Ray e i due effettuarono una 3D su Rico, attraverso un tavolo, per vincere la contesa.
Il match successivo fu quello valevole per il WWE Cruiserweight Championship tra il campione Jamie Noble (con Nidia) e lo sfidante Billy Kidman. Durante il match, Nidia interferì svariate volte, senza farsi vedere dall'arbitro, in favore di Noble. Nel finale, Noble tentò di colpire Kidman, ma quest'ultimo evitò l'attacco ed il campione finì con il colpire per sbaglio Nidia, la quale si trovava sull'apron ring. Kidman riuscì, poi, a eseguire la Shooting Star Press ai danni di Noble per poi schienarlo per vincere il match e conquistare il titolo.
Il terzo incontro fu l'Hardcore match valevole per il WWE Women's Championship tra la campionessa Trish Stratus e la sfidante Victoria. Durante le fasi iniziali del match, Victoria si portò in vantaggio strangolando Trish all'angolo con un manico della scopa per poi colpirla al volto con un coperchio della pattumiera. Trish si riprese lanciando Victoria contro un tavolo da stiro per poi iniziare a colpirla ripetutamente con una kendo stick, che causò l'apertura di una ferita sul naso di Victoria. In seguito, Victoria andò sotto al ring e prese un estintore. Victoria risalì sul quadrato e spruzzò l'estintore addosso a Trish per poi eseguire su di lei un suplex. Victoria schienò, poi, Trish per vincere il match e conquistare il titolo femminile per la prima volta.

### Match principali
Il match che seguì fu quello valevole per il WWE Championship tra il campione Brock Lesnar (con Paul Heyman) e lo sfidante Big Show. Dato che Lesnar lottò con un infortunio alle costole, Big Show ne approfittò colpendo la zona addominale di Lesnar per portarsi in vantaggio. In seguito, Lesnar riuscì a contrattaccare per poi eseguire una F-5 ai danni di Big Show e schienarlo. Tuttavia, Heyman interruppe lo schienamento trascinando l'arbitro all'esterno del ring e tradendo, al contempo, Lesnar. Dato ciò, Big Show colpì Lesnar alle costole con una sedia d'acciaio per poi effettuare una chokeslam su Lesnar attraverso la medesima sedia. Big Show schienò, poi, Lesnar per vincere il match e conquistare il titolo.
Il quinto incontro dell'evento fu il Triple Threat Tag Team Elimination match valevole per il WWE Tag Team Championship tra la coppia campione Edge e Rey Mysterio, i Los Guerreros (Eddie Guerrero e Chavo Guerrero) e Kurt Angle e Chris Benoit. Dopo un lungo batti e ribatti tra i tre team, Edge eseguì una Spear su Benoit e lo schienò eliminando, così, sia Benoit che Angle. Nel finale, Eddie applicò il Lasso from El Paso su Mysterio forzando quest'ultimo alla sottomissione per eliminare i campioni e conquistare i titoli di coppia di SmackDown! insieme a Chavo.
Il main event fu l'Elimination Chamber match per il World Heavyweight Championship tra il campione Triple H e gli sfidanti Booker T, Chris Jericho, Kane, Rob Van Dam e Shawn Michaels. Triple H e Rob Van Dam iniziarono l'incontro, mentre i restanti quattro vennero collocati nelle rispettive celle di plexiglas. Van Dam dominò gran parte delle fasi iniziali, lanciando prima Triple H contro le catene della gabbia per poi colpirlo con un Rolling Thunder sulle grate d'acciaio. Poco dopo, Van Dam raggiunse la sommità di una cella per tentare di gettarsi sopra Triple H, ma venne bloccato da Chris Jericho, il quale si trovava all'interno di essa; tuttavia, pochi istanti dopo, Van Dam si liberò prima di Jericho per poi atterrare Triple H con un diving crossbody sulle grate. Proprio lo stesso Jericho entrò poi come terzo partecipante, alleandosi subito con Triple H per contrastare il solo Van Dam. Dopo aver enormemente accusato l'inferiorità numerica, Van Dam riuscì a colpire sia Triple H che Jericho con degli spinning heel kick. Booker T entrò poi come quarto partecipante, eseguendo diversi superkick su Jericho, Van Dam e Triple H per poi colpire quest'ultimo con lo Scissors Kick. Dopo che aveva gettato Booker sulle grate d'acciaio, Van Dam eseguì in maniera scorretta la Five-Star Frog Splash su Triple H dalla cima di una cella, atterrando sulla gola del campione, infortunandolo alla zona sopracitata, e, nel contempo, facendosi lievemente male al suo stesso ginocchio. Pochi attimi dopo, Booker eseguì un Missile Dropkick sull'acciaccato Van Dam, schienandolo per eliminarlo dalla contesa. Kane entrò quindi come quinto partecipante, dominando chiunque fin da subito, per poi lanciare Jericho attraverso il plexiglas di una cella, mandandola completamente in frantumi. Dopo essersi ripreso, Jericho sorprese Booker con un colpo basso, permettendo nel frattempo a Kane di colpirlo con la Chokeslam, per poi eseguire su di lui un Lionsault per eliminarlo. Dopo che Jericho aveva eliminato Booker, Shawn Michaels entrò come sesto partecipante, attaccando lo stesso Jericho, salvo venir poi colpito dalla Chokeslam di Kane. Dopo che aveva eseguito la Chokeslam anche su Jericho e su Triple H, Kane tentò il Tombstone Piledriver sul campione, ma quest'ultimo contrattaccò e lo spinse verso Michaels, il quale colpì lo stesso Kane con la Sweet Chin Music. Dopo essere stato colpito dalla manovra di Michaels, Kane subì anche il Pedigree di Triple H e il Lionsault di Jericho, con quest'ultimo che poi lo schienò per eliminarlo dal match. Dopo l'eliminazione di Kane, Jericho e Triple H riformarono una piccola alleanza per attaccare il solo Michaels, il quale riuscì, poco dopo, a colpire Triple H con un flying forearm smash; salvo venir poi colpito dal Lionsault di Jericho. Dopo essersi liberato dallo schienamento al conto di due, Michaels intrappolò Jericho nella sua stessa Walls of Jericho, ma Triple H ruppe poi la presa colpendo Michaels con una DDT. Dopo che avevano avuto un piccolo diverbio, Triple H e Jericho iniziarono a colpirsi a vicenda, con quest'ultimo che applicò la Walls of Jericho sul campione dopo aver rovesciato un tentativo di Pedigree. Mentre stava applicando la presa su Triple H, Jericho fu però sorpreso da Michaels, che lo colpì con una fulminea Sweet Chin Music per eliminarlo dall'incontro. Michaels e Triple H lottarono poi sulle grate d'acciaio della struttura, con il primo che tentò un piledriver sul campione che, però, rovesciò la manovra e lo catapultò attraverso il plexiglas di una cella, mandandola totalmente in frantumi. Dopo essersi incredibilmente ripreso, Michaels lanciò ripetutamente Triple H contro le catene della gabbia per poi colpirlo con un diving elbow drop dalla cima di una cella. Poco dopo, Michaels tentò la Sweet Chin Music, ma Triple H lo bloccò e lo colpì con il Pedigree, da cui lo stesso Michaels si liberò clamorosamente al conteggio di due. Dopo aver evitato un secondo Pedigree, Michaels colpì l'esausto Triple H con la Sweet Chin Music, schienandolo per vincere il match e conquistare il World Heavyweight Championship per la prima volta in carriera.

## Risultati
| #    | Incontri                                                                              | Stipulazioni                                                    | Durata |
| ---- | ------------------------------------------------------------------------------------- | --------------------------------------------------------------- | ------ |
| Heat | Lance Storm e William Regal hanno sconfitto Goldust e The Hurricane                   | Tag team match                                                  | 03:01  |
| 1    | Bubba Ray Dudley, Spike Dudley e Jeff Hardy hanno sconfitto Jamal, Rosey e Rico       | Six-man tag team tables match                                   | 14:22  |
| 2    | Billy Kidman ha sconfitto Jamie Noble (c) (con Nidia)                                 | Single match per il WWE Cruiserweight Championship              | 07:29  |
| 3    | Victoria ha sconfitto Trish Stratus (c)                                               | Hardcore match per il WWE Women's Championship                  | 07:01  |
| 4    | Big Show ha sconfitto Brock Lesnar (c) (con Paul Heyman)                              | Single match per il WWE Championship                            | 04:18  |
| 5    | Los Guerreros hanno sconfitto Chris Benoit e Kurt Angle e Edge e Rey Mysterio (c)     | Triple threat tag team match per il WWE Tag Team Championship   | 19:25  |
| 6    | Shawn Michaels ha sconfitto Booker T, Chris Jericho, Kane, Rob Van Dam e Triple H (c) | Elimination chamber match per il World Heavyweight Championship | 39:20  |

### Elimination chamber match
| N° eliminazione | Wrestler       | N° ingresso | Eliminato da   | Tempo |   |
| --------------- | -------------- | ----------- | -------------- | ----- | - |
| 1°              | Rob Van Dam    | 2°          | Booker T       | 13:40 |   |
| 2°              | Booker T       | 4°          | Chris Jericho  | 17:43 |   |
| 3°              | Kane           | 5°          | Chris Jericho  | 22:53 |   |
| 4°              | Chris Jericho  | 3°          | Shawn Michaels | 30:43 |   |
| 5°              | Triple H (c)   | 1°          | Shawn Michaels | 39:20 |   |
| Vincitore       | Shawn Michaels | 6°          | —              | —     | — |